# Райна, Андраш
А́ндраш Ра́йна (венг. András Rajna; 3 сентября 1960, Будапешт) — венгерский гребец-байдарочник, выступал за сборную Венгрии в начале 1980-х — середине 1990-х годов. Серебряный призёр летних Олимпийских игр в Атланте, серебряный и бронзовый призёр чемпионатов мира, обладатель бронзовых медалей международного турнира «Дружба-84», многократный победитель регат национального значения.

## Биография
Андраш Райна родился 3 сентября 1960 года в Будапеште. Активно заниматься греблей начал в раннем детстве, проходил подготовку в местном столичном спортивном клубе MTK.
Первого серьёзного успеха на взрослом международном уровне добился в 1983 году, когда побывал на чемпионате мира в финском Тампере, откуда привёз награду бронзового достоинства, выигранную в зачёте четырёхместных байдарок на дистанции 500 метров. Как член венгерской национальной сборной в 1984 году должен был участвовать в Олимпийских играх в Лос-Анджелесе, однако страны социалистического лагеря по политическим причинам бойкотировали эти соревнования, и вместо этого он выступил на альтернативном турнире «Дружба-84» в Восточном Берлине, где тоже был успешен, в частности завоевал бронзовые медали в программе одиночек на пятистах метрах и в программе четвёрок на тысяче метрах, при этом его партнёрами были Жолт Дьюлаи, Иштван Йоош и Чаба Абрахам.
В 1986 году Райна выступил на мировом первенстве в канадском Монреале, где стал серебряным призёром в двойках на полукилометровой дистанции. Благодаря череде удачных выступлений удостоился права защищать честь страны на летних Олимпийских играх 1988 года в Сеуле — вместе с напарником Тибором Хейи участвовал здесь в гонке байдарок-двоек на километре, сумел пробиться в финальную стадию турнира, но в решающем заезде финишировал лишь девятым. Спустя четыре года прошёл квалификацию на Олимпиаду в Барселону, в той же дисциплине на сей раз пришёл к финишу шестым (его партнёром на этот раз был Кристиан Бартфаи).
После двух Олимпиад Андраш Райна остался в основном составе сборной Венгрии и продолжил принимать участие в крупнейших международных регатах. Так, в 1994 году он стартовал на чемпионате мира в Мехико и в двойках на пятистах метрах выиграл серебряную медаль. Будучи одним из лидеров команды, отправился на Олимпийские игры 1996 года в Атланту, где в составе четырёхместного экипажа, куда также вошли гребцы Аттила Адровиц, Ференц Чипеш и Габор Хорват, завоевал серебро в гонке на 1000 метров. Вскоре после этих олимпийских соревнований принял решение завершить карьеру профессионального спортсмена, уступив место в сборной молодым венгерским гребцам.